# Ophelimus auripes
Ophelimus auripes är en stekelart som först beskrevs av Girault 1913.  Ophelimus auripes ingår i släktet Ophelimus och familjen finglanssteklar. Inga underarter finns listade i Catalogue of Life.